# Zieria odorifera
Zieria odorifera är en vinruteväxtart. Zieria odorifera ingår i släktet Zieria och familjen vinruteväxter.

## Underarter
Arten delas in i följande underarter:
- Z. o. copelandii
- Z. o. odorifera
- Z. o. warrabahensis
- Z. o. williamsii